# Andrew Bergman
Andrew Bergman (ur. 20 lutego 1945 w Nowym Jorku) – amerykański reżyser, scenarzysta filmowy oraz pisarz.
Jego najgłośniejszy film Striptiz z Demi Moore przyniósł mu dwie statuetki Złotych Malin dla najgorszego reżysera i za najgorszy scenariusz.

## Filmografia

### Reżyseria
- 1981: Jak świetnie (So Fine)
- 1990: Nowicjusz (The Freshman)
- 1992: Miesiąc miodowy w Las Vegas (Honeymoon in Vegas)
- 1994: Dwa miliony dolarów napiwku (It Could Happen to You)
- 1996: Striptiz (Striptease)
- 2000: Wspaniała Susann (Isn't She Great)

### Scenariusz
- 1974: Płonące siodła (Blazing Saddles)
- 1979: Teściowie (The In-Laws)
- 1981: Jak świetnie (So Fine)
- 1984: Bóg czy diabeł? (Oh, God! You Devil)
- 1985: Fletch
- 1986: Wielki kłopot (Big Trouble) (wymieniony jako Warren Bogle)
- 1990: Nowicjusz (The Freshman)
- 1991: Babka z zakalcem (Soapdish)
- 1992: Miesiąc miodowy w Las Vegas (Honeymoon in Vegas)
- 1994: Selekcjoner (The Scout)
- 1996: Striptiz (Striptease)
- 2022: Jak zostałem samurajem (Paws of Fury: The Legend of Hank) (współscenarzysta)

### Seriale
- 1975: Black Bart (pilot)
- 1987: CBS Summer Playhouse (odcinek „Mickey and Nora”)